# Ali Latifi
Ali Latifi (n. Nir County. Provincia de Ardebil. Irán, 20 de febrero de 1976) es un exfutbolista y actual entrenador iraní, que jugaba de delantero y militó en diversos clubes de Irán y Austria.

## Selección nacional
Con la Selección de fútbol de Irán, disputó solo 2 partidos internacionales y no anotó goles. Incluso participó con la selección iraní, en una sola edición de la Copa Mundial. La única participación de Latifi en un mundial, fue en la edición de Francia 1998. donde su selección quedó eliminado, en la primera fase de la cita de Francia.

### Participaciones en Copas del Mundo
| Mundial                        | Sede    | Resultado    |
| ------------------------------ | ------- | ------------ |
| Copa Mundial de Fútbol de 1998 | Francia | Primera Fase |

## Clubes

### Jugador
| Club                      | País    | Año         |
| ------------------------- | ------- | ----------- |
| Bahman                    | Irán    | 1993 - 1997 |
| Persépolis                | Irán    | 1997 - 1998 |
| Esteghlal                 | Irán    | 1998 - 2001 |
| PAS Teherán               | Irán    | 2001 - 2002 |
| Admira Wacker Mödling     | Austria | 2002 - 2003 |
| Paykan                    | Irán    | 2003 - 2004 |
| Aboomoslem                | Irán    | 2004 - 2005 |
| Sorkhpooshan Delvar Afzar | Irán    | 2005 - 2006 |
| Paykan                    | Irán    | 2006 - 2007 |

### Entrenador
| Club                                 | País | Año         |
| ------------------------------------ | ---- | ----------- |
| Rah Ahan Yazdan F.C.                 | Irán | 2014 - 2015 |
| Rah Ahan Yazdan F.C. (2º entrenador) | Irán | 2015        |
| Golreyhan FC                         | Irán | 2017 - 2018 |
| Malavan FC                           | Irán | 2019        |
| Chooka Talesh F.C.                   | Irán | 2020 - 2021 |
| Navad Urmia F.C.                     | Irán | 2021 -      |